# 1-я пехотная дивизия (Болгария)
1-я Софийская пехотная дивизия (болг. Първа пехотна Софийска дивизия) — воинское соединение болгарской армии, участвовавшее в Первой балканской, Второй балканской, Первой мировой и Второй мировой войнах.

## Формирование
В марте 1883 г. сформирована Первая пешая бригада в составе шести батальонов (1-я Софийская дружина, 2-я Кюстендилская, 3-я Радомирская, 4-я Самоковская, 5-я Тетевенская и 6-я Плевенская). В октябре 1884 г. на основе указанных батальонов сформированы 1-й Софийский пехотный полк (в Софии, 1, 5 и 6-й б-ны) и 2-й Струмский пехотный полк (в Кюстендиле, 2-й, 3-й и 4-й б-ны).
В 1886 г. 2-й пехотный Струмский полк был расформирован из-за участия многих офицеров в заговоре против князя Александра Баттенберга. Вместо него в Кюстендиле создан 13-й Рильский пехотный полк. При развёртывании болгарской армии в 1899 г. на основе выделенных из 1-го полка батальонов создан новый 2-й Искырский пехотный полк, а из батальонов 13-го полка – 14-й Македонский пехотный полк (в Радомире). В конце 1889 г. 2-й полк был переведён в Ловеч, а на его место в Софию переброшен 6-й Тырновский пехотный полк. Приказом князя Фердинанда I 27 декабря 1891 г. 1-я бригада переформирована в 1-ю пехотную Софийскую дивизию. Её составили две бригады – 1-я (1-й и 6-й полки) и 2-я (13-й и 14-й полки). Дивизионный округ составила юго-западная Болгария. В 1904 г. сформирована 7-я Рильская пехотная дивизия, к которой отошёл район южнее Софии с центром в Кюстендиле. 13-й и 14-й полки вошли в состав новой дивизии, взамен них 2-ю бригаду 1-й дивизии составили 16-й Ловечский пехотный полк, переброшенный из Ловеча, и переформированный из 1-го резервного новый 25-й Драгоманский пехотный полк (в Цариброде). После сформирования в Болгарии в 1907 г. военно-инспекционных областей 1-я дивизия наряду с 6-й и 7-й вошла в состав 1-й военно-инспекционной области.
С 1903 г. в состав 1-й Софийской пехотной дивизии входили:
- Штаб (в Софии);
- 1-я бригада со штабом (в Софии)
  - 1-й Софийский пехотный полк (в Софии)
  - 6-й Тырновский пехотный полк (в Софии)
- 2-я бригада
  - 16-й Ловечский пехотный полк (в Орхание)
  - 25-й Драгоманский пехотный полк (в Цариброде).

## Балканские войны (1912–1913)
В течение Первой Балканской войны (1912–1913 гг.) дивизия действовала в составе 1-й армии. Полки 2-й бригады были временно откомандированы из состава дивизии, составив 1-ю бригаду в 10-й сводной дивизии, поэтому во 2-ю бригаду вошли сформированные по мобилизации 37-й и 38-й пехотные полки. Во время этой войны дивизия находилась в следующем составе:
- Начальник дивизии – генерал-майор Стефан Тошев
- Начальник штаба – генерального штаба подполковник Иван Луков
- Командир 1-й бригады – полковник Никола Желявски
  - 1-й Софийский пехотный полк – подполковник Иван Мотикаров
  - 6-й Тырновский пехотный полк – полковник Панайот Бырнев
- Командир 2-й бригады – генерал-майор Иван Попов
  - 37-й Пиринский пехотный полк  – подполковник Стефан Панайотов
  - 38-й пехотный полк – подполковник Дионисий Писинов
- 1-й пионерный батальон – капитан Милутин Найденов
- 4-й скорострельный артиллерийский полк – полковник Владимир Вазов
- 4-й нескорострельный артиллерийский полк – подполковник Стоян Пушкаров

4-й скорострельный артиллерийский полк располагал 24 полевыми орудиями, а 4-й нескорострельный артиллерийский полк – 36-ю. Помимо этих частей, в дивизию входили службы снабжения, санитарные учреждения и военно-полицейские части. К началу войны дивизия насчитывала 374 офицеров и медиков, 35 чиновников и 24 567 нижних чинов. 
В Лозенградской операции (22–24 октября 1912 г.) 1-я дивизия сражалась на центральном участке против IV и I корпусов османской армии, а также против Конной дивизии и Измитской дивизии. В боях при Гечкенли и Сюльоглу при поддержке 4-й и Конной) дивизий 1-я дивизия разбила противника и обратила его в бегство.
В ходе Люлебургазского сражения дивизия оказала помощь 6-й дивизии, заняв оставленный ею Люлебургаз.
Во время наступления на Чаталджинскую позицию (17–19 ноября 1912 г.) части 1-й бригады безуспешно атаковали укрепление Гяурбаири, а 2-я бригада вела двухдневный бой против форта Бахчеиштабия. 
К 1 марту 1913 г. дивизия насчитывала 27 585 человек, из которых 947 офицеров. В её состав входило 60 орудий.
Во время Второй Балканской войны (1913) 1-я дивизия воевала в составе 3-й армии в долине Нишавы. В июле 1913 г. части дивизии были передислоцированы в долину Струмы и приняли участие в военных действий против греческой армии.

## Участие в Первой мировой войне (1915–1918)
Во время Первой мировой войны (1915–1918 гг.) дивизия вошла в состав 1-й армии и имела следующий состав:
- Начальник дивизии – генерал-майор Янко Драганов
- Начальник штаба – генерального штаба подполковник Александр Димитров
- Дивизионный инженер и командир 1-го пионерного батальона – майор Милутин Найденов
- Командир 1-й бригады – полковник Христо Недялков
- Начальник штаба 1-й бригады – генерального штаба подполковник Ст. Тодоров
  - 1-й Софийский пехотный полк – подполковник Георги Долапчиев (1915–1916), подполковник Велизар Лазаров (1916–1918)
  - 6-й Тырновский пехотный полк – полковник Иван Червенаков
- Командир 2-й бригады – полковник Марин Цонков
  - 16-й Ловечский пехотный полк – подполковник Йордан Иванов
  - 25-й Драгоманский пехотный полк – полковник Тодор Златев
- Командир 3-й бригады – полковник Кирил Кирилов, полковник Атила Зафиров
- Начальник штаба 3-й бригады – генерального штаба майор Григор Преславски
  - 41-й пехотный полк – подполковник Петър Рачов, полковник Хараламби Тошков
  - 42-й пехотный полк – подполковник Илия Атанасов, полковник Петър Калканджиев
- 1-я артиллерийская бригада – полковник Димитр Кацаров, полковник Георги Кукурешков
  - 4-й артиллерийский полк – подполковник Пырван Пырванов
  - 14-й артиллерийский полк – подполковник Марин Друмев
  - 1-й гаубичный полк – полковник Георги Кукурешков
- 1-я тяжёлая артиллерийская бригада – инженер-полковник Стефан Славчев
  - 1-й Софийский тяжёлый артиллерийский полк – инженер-полковник Петко Вылчанов

### Наступление против Сербии
В кампанию против Сербии в октябре–ноябре 1915 г. дивизия действовала в составе 1-й армии. В октябре 1915 г. 1-я дивизия атаковала сербские части в районе укреплённого пункта Пирот и в результате успешных действий 8-й и 9-й дивизий в горном течении реки Тимок, которые угрожали левому флангу и тылу сербов, овладела городом и перешла в преследование противника. Дивизия взяла Лесковац, а её 3-я бригада форсировала реку Пуста, но контратака превосходящих сил сербов принудила болгар вернуться на восточный берег реки. В этих боях 41-й и 42-й полки понесли тяжёлые потери .
Общие потери 1-й дивизии за время наступления в Сербии до конца ноября::
| категория  | убитые | умершие от ран | без вести пропали | ранены | все  |
| ---------- | ------ | -------------- | ----------------- | ------ | ---- |
| офицеры    | 26     | 8              | 2                 | 89     | 125  |
| подофицеры | 26     | 1              | 18                | 345    | 390  |
| рядовые    | 776    | 31             | 497               | 4255   | 5559 |

В течение декабря 1915 г. убито или умерло ещё 11 офицеров и 1695 нижних чинов дивизии, а 431 нижний чин пропал без вести.

### Война против Румынии
В начале 1916 г. дивизия была включена в состав 3-й армии, которая сосредоточилась на румынской границе. После вступления Румынии в войну на стороне Антанты «железные шопы» вместе с 4-й дивизией сражались в восточной части Добруджи. 1-я бригада полковника Христо Недялкова участвовала в овладении Тутраканской крепостью (сентябрь 1916 г.), а 3-я бригада под командованием генерала Атилы Зафирова остановила и разбила при Сарсанлар румынскую 9-ю дивизию, пытавшуюся помочь тутраканскому гарнизону. Из-за слишком медленного преследования противника после этих боёв в сентябре 1916 г. командир дивизии генерал Янко Драганов был сменён по требованию германского фельдмаршала Макензена. 
В сентябре – октябре 1916 г. 1-я дивизия участвовала в атаке Кобадинской позиции, занятой русско-румынскими войсками. Она отличилась действиями при селе Кокарджа. Вместе с 4-й дивизией 1-я дивизия совершила решительный прорыв Кобадинской позиции 20 и 21 октября 1916 г., отбросив русских ударом в штыки.
В конце ноября 1916 г. в составе болгаро-германской Дунайской армии 1-я дивизия участвовала в форсировании Дуная у Свиштова, в наступлении на Бухарест и преследовании румынских и русских войск до реки Серет. 9 декабря 1916 г. сводная рота дивизии вместе со сводной ротой 12-й дивизии приняла участие в параде победы по улицам взятого тремя днями ранее Бухареста .

### На Салоникском фронте
В апреле 1917 г. дивизия была переброшена на западный участок Салоникского фронта, где и оставалась до прорыва при Добро поле и подписания Салоникского перемирия 29 сентября 1918 г. Вопреки тому, что дивизия не потерпела поражения, в силу условий перемирия её чины, как и все остальные болгарские военнослужащие, которые в момент подписания находились к западу от меридиан Скопье, были объявлены военнопленными.